# 픽셀 7a
픽셀 7a는 구글 픽셀 제품군의 일부로 구글이 설계, 개발 및 마케팅한 안드로이드 스마트폰이다. 픽셀 7 및 픽셀 7 프로의 중간 범위 변형으로 사용된다. 2023년 5월 11일 연례 Google I/O 기조연설에서 발표되었다.